# 탕크레트 도르스트
탕크레트 도르스트(Tankred Dorst, 1925년 12월 19일 ~ 2017년 6월 1일)는 독일의 극작가다.
베케트, 아누이, 지로두, 브레히트, 티크 등 여러 선배들의 양식을 빌려 다양한 희곡을 발표했는데, 특히 극중극(劇中劇)의 형식을 좋아한다. <가을의 파티> <커브> <성벽에서의 대탄핵(大彈劾) 연설> <무어의 여인> <토라> 등이 대표작이다.

## 생애

### 초기
독일 튀링겐주, 오버린트(Oberlind)에서 태어나 그곳에서 성장했다. 그는 기계 공장을 소유한 부유한 가정에서 어려움 없는 유년 시절을 보냈다. 그러나 그는 고등학교 시절, 1943년 나치노동봉사에 소집되고, 1944년 군에 징집되어 서부 전선에 그리고 포로가 된 후 1947년 말 서독으로 석방되었다. 그리고 이러한 전쟁에 대한 경험과 포로수용소 시절의 경험은 그의 작가로서의 경험에 도움이 된다고 할 수 있다. 수용소의 특수성때문에, 그는 수용소에서 사회에서 접하기 힘들었던 사람들과도 함께 지낼 수 있었기 때문이다. 서독으로 석방 후 1950년부터 탕크레트 도르스트는 밤베르크 대학에서 독문학과 미술사 공부를 시작했고 1951년 뮌헨 대학으로 옮겨 독문학과 연극학을 전공한다.

### 작품 집필 이후
그는 1953년부터 대학생 인형극단에서 극작과 연극 경험을 쌓으며 인형극 텍스트를 쓴다. 그가 본격적으로 연극 활동을 시작한 것은 1960년에 발표한 <Die Kurve>가 뤼벡에서 성공을 거두면서 부터이다. 같은 해 <Gesellschaft im Herbst>가 만하임에서 성공적인 초연을 이룬 후 토르스트는 주목받는 작가로서 독일 연극계에 자신의 위치를 차지하고 지금까지 독일 현대연극을 대표하는 작가로 인정받고 있다.

## 작품

### 특징
다른 작가와 달리 그의 작업 방식이 눈에 띄는 점은 공동작업에 의한 집필방식이다. 도르스트는 1971년 TV영화 <Sand>를 작업하는 동안 우르술라 에엘러(Ursula Ehler)를 알게 되었고 이후 에엘러는 도르스트의 삶의 동반자이자 공동 집필자로서 도르스트의 거의 모든 작품에 함께 이름을 올리고 있다. 탕크레트 도르스트의 작품은 강한 정치성과 역사성을 바탕으로 현대 사회의 인간들이 지닌 문제, 인간의 자기기만과 인간성 상실, 두절된 인간 상호간의 의사소통, 우리 내면에 존재하는 낯설음 등을 독특한 개방형식으로 표현한다. 그의 연극 작업은 다른 이들의 모습을 통해‘나’를 발견하는 작업이기도 하다.
도르스트의 희곡은 변화하는 정치와 역사의 흐름 속에 존재하는 ‘나’의 위치를 돌아보게 만들며 ‘나’의 사회적 역할을 다시 생각하게 만든다. 이러한 작품으론 대표적으로 극작가로서 그의 위치를 확고하게 만들어준 <Toller>(1968)가 있다. <Toller>는 변혁을 추구하는 유럽의 68 혁명이 한창이던 시기에 1919년 뮌헨에서 혁명의 선두에 섰던 인물인 톨러를 주인공으로 혁명의 의미와 개혁을 요구하는 인간 존재의 의미를 다룬다. 도르스트가 이 작품에서 보여주고 있는 것은 혁명과 관련한 자신의 특정한 이데올로기가 아니라 당시 사회가 지닌 모순 자체이며 ‘새로운 인간’이라는 표현주의적 꿈과 이상이 안고 있는 한계이다. 그렇기 때문에 톨러는 정치 현실에서 거리가 먼 유토피아를 꿈꾸는 몽상가와도 같은 인물로 나타난다. 역사의식을 가지고 사회의 발전을 진지하게 생각하는 독자와 관객은 톨러를 통해 개인으로서 자신의 역사적 역할을 생각하게 된다.

### 작품 분류
<Toller> 이후 도르스트의 작품들은 세 범주로 나누어 볼 수 있다. 첫째는 <Toller>를 포함한 정치극 경향의 희곡들로 <잔트 Sand>(1971), <빙하기 Eiszeit>(1973) 등이 이에 해당한다.둘째는 가정을 배경으로 하는 작품들로 <캄보라초 정상에서 Auf dem Chimborazo>(1975), <빌라 Die Villa>(1980), <하인리히 혹은 환상의 아픔 Heinrich oder die Schmerzen der Phantasie>(1985), <검은 윤곽 Die Schattenlinie>(1995) 등을 들 수 있다. 세 번째는 중세의 기사에 관한 전설을 각색한 것으로 <메를린 혹은 황무지 Merlin oder Das wüste Land>(1981), <파르치팔 Parzival>(1987), <가련한 하인리히의 전설 Die Lengenda vorn armen Heinrich>(1997) 등이 이에 해당한다. 동화나 신화 등이 주로 각색의 소재가 된다고 할 수 있다.
가정을 배경으로 하는 작품들 또한 단순하고 개인적인 가족 이야기에 머무는 것이 아니라 현시대의 사회 문제가 역사와 관련하여 반영된다. 여기에는 인물들의 회상을 통한 과거의 기록이 현재와 연결되어 변화하는 역사의 흐름과 인간의 변화를 드러내는 다양한 표현 방식이 이용되고 있다. 도르스트에게 과거는 현재와 유리된 것이 아니라 현재를 판단하고 변화를 인식할 수 있는 토대와 다름없다. 그렇기 때문에 도르스트가 옛 전설을 소재로 또 다른 작품의 범주를 구축한 것은 우연이 아니다. 도르스트의 시각으로 본다면 현재는 어느 한 가지로 규정하거나 어느 하나를 주장할 수 없는 변화의 상황 그 자체이다. 그러나 그 변화 자체를 아무 의식 없이 그대로 방치하지 않고 그 변화의 상황에 존재하는 인간을 관찰하고 늘 새로운 질문을 하는 것이 중요하다.

### 근황
그는 최근에도 <황무지 Die Wüste>(2005), <예술가 Künstler>(2008), <난 심기증 환자를 연기해 보아야 한다 Ich soll versuchen den eingebildeten Kranken zu spielen>(2010) 등의 작품을 발표하며 꾸준한 활동을 하였다.

## 경력
탕크레트 도르스트는 1994년 독일의 권위 있는 연극지 <오늘의 연극 Theater heute>로부터 ‘올해의 극작가’로 선정된 것을 비롯 수많은 상을 받았다. 아돌프 그림 상(1970), 바이에른 예술 아카데미 문학대상(1983), 뮐하임 극작가상(1989), 게오르그 뷔히너 상(1990), E.T.A. 호프만 상(1997), 막스 프리쉬 상(1998), 뮌헨 문화상(2005), 유럽문학상(2008), 실러 상(2010) 등의 수상은 극작가로서 독일 연극계에 그가 차지하고 있는 위상이 크다는 사실을 대변한다.